# Zoroaster barathri
Zoroaster barathri är en sjöstjärneart som beskrevs av Alcock 1893. Zoroaster barathri ingår i släktet Zoroaster och familjen Zoroasteridae. Inga underarter finns listade i Catalogue of Life.